# Ctenophora
Il phylum Ctenophora (dal greco: ktenos, "pettine" e phoron, "che porta"), o Ctenofori, è costituito da circa 100 specie di animali marini, in prevalenza predatori o filtratori planctonici, dal corpo trasparente quasi interamente costituito d'acqua e lunghi qualche centimetro.
Una recente ricerca suggerisce che le specie appartenenti a questo phylum si siano sviluppate in maniera del tutto indipendente dalle altre specie marine primitive (come ad esempio le spugne), essendo prive di buona parte delle caratteristiche fisiologiche che caratterizzano le specie più evolute.

## Anatomia e fisiologia
Ad eccezione di alcune specie bentoniche, col corpo appiattito atto a strisciare sul fondo, la maggior parte degli Ctenofori mostra una forma più o meno sferica. Dalla parte superiore del corpo, il polo apicale, si dipartono 8 file di bande meridiane provviste ciascuna di una serie di pettini o ctenidi.
Lo ctenidio è una paletta vibratile munita di ciglia che, battendo coordinatamente assieme alle altre, permette all'organismo di spostarsi lentamente nell'ambiente pelagico.
La coordinazione dei movimenti dei pettini è regolata da una statocisti, un organo di senso statico posto sul polo apicale, che collega il sistema nervoso alle bande ciliate e permette ad esse di vibrare con la stessa frequenza o con frequenze diverse, a seconda del movimento che intende compiere l'animale.
Come per gli Cnidari, di cui sono stati in passato erroneamente ritenuti parenti, il sistema nervoso non è centralizzato ed è costituito da una semplice rete nervosa subepiteliale.

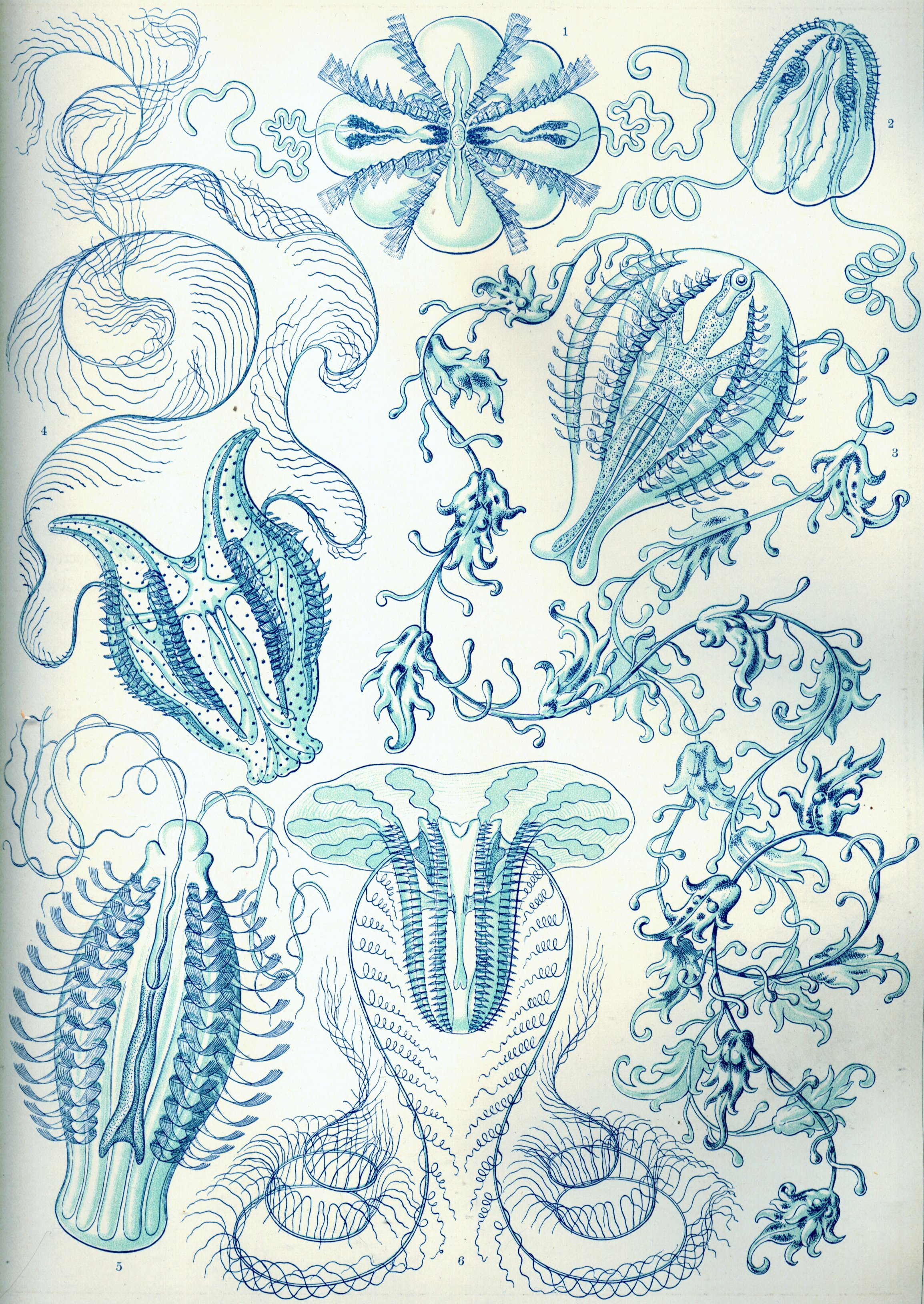
Ctenofori in una illustrazione tratta dal Kunstformen der Natur (1904) di Ernst Haeckel

La maggior parte degli Ctenofori è dotata di due lunghi tentacoli completamente retraibili in due tasche interne del corpo. Ogni tentacolo è provvisto di filamenti secondari, ciascuno dei quali è munito di particolari cellule adesive, dette colloblasti.
Grazie a queste cellule, essi riescono a catturare piccoli organismi (copepodi e larve di invertebrati) estendendo i tentacoli come una sorta di lenza. Una volta avvenuta la cattura il cibo viene portato alla bocca, posta sull'estremità inferiore del corpo (polo orale).
Gli Ctenofori sono organismi aprocti. La bocca è collegata, tramite una faringe, ad uno stomaco centrale dal quale si dipartono 2 canali orizzontali. Ogni canale si evolve poi in 4 canali meridiani che si allungano longitudinalmente in corrispondenza delle 8 bande ciliate. Questa cavità articolata ha sia funzione digestiva che vascolare, come per gli Cnidari.
La conformazione di questa cavità gastrovascolare conferisce all'animale una simmetria bilaterale doppia: il corpo può essere diviso in due metà speculari da due piani di simmetria, ortogonali tra loro ma non equivalenti.

## Riproduzione e sviluppo
Gli Ctenofori sono ermafroditi sufficienti e l'autofecondazione è un adattamento alla vita solitaria condotta nel mare aperto. I gameti, uova e spermatozoi, vengono prodotti nella cavità gastrovascolare e, attraverso la bocca, espulsi all'esterno dove avviene la fecondazione.
Lo zigote dà origine ad una larva planctonica, chiamata cidippide, che metamorfosa in un adulto.
Alcune specie possiedono due maturità sessuali (dissogonia), una nello stadio larvale e una nello stadio adulto, intervallate da un periodo in cui le gonadi sono atrofiche; questo meccanismo serve a favorire una rapida crescita della popolazione.

## Sistematica

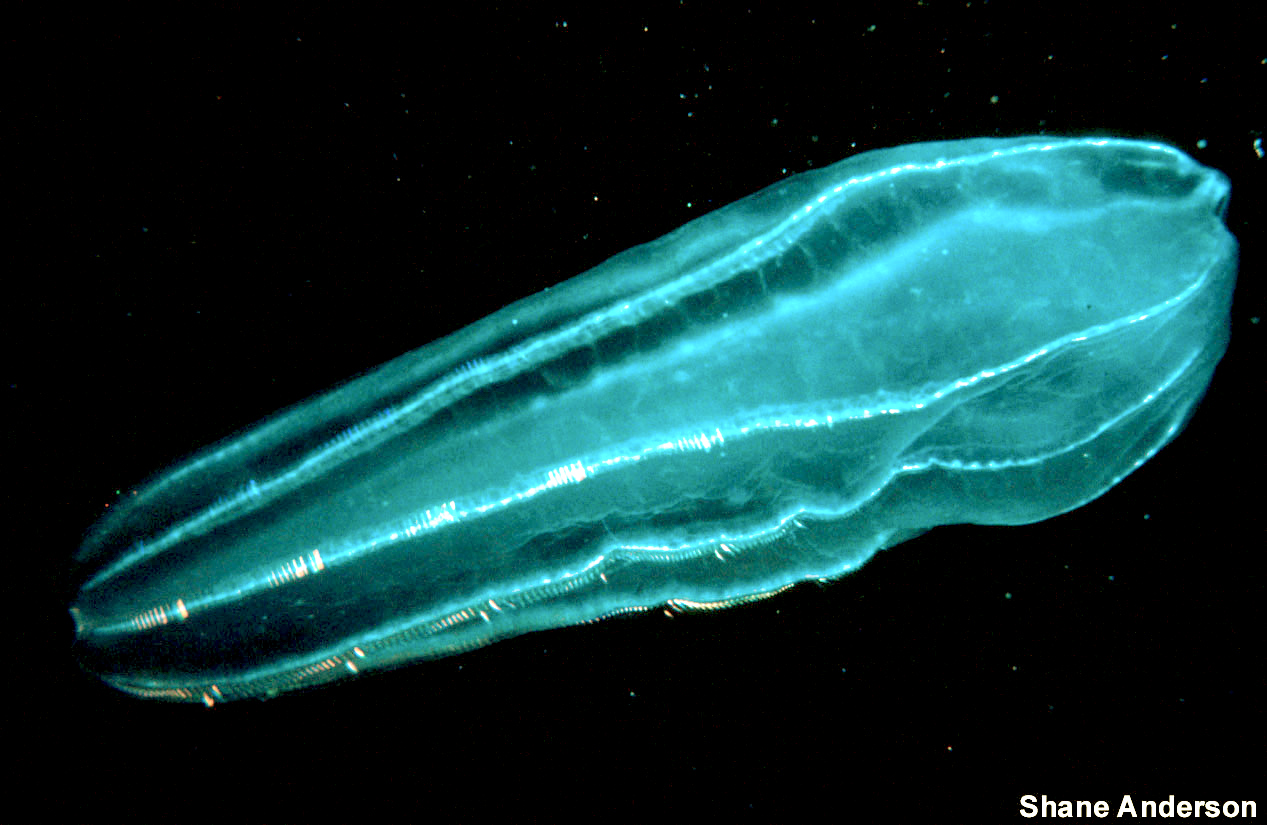
Ctenoforo privo di tentacoli (ordine Beroida).

Il phylum Ctenofora viene suddiviso in due classi che differiscono per la presenza o meno dei tentacoli.
- Classe Tentaculata (tentacolati)
  - Ordine Cydippida
  - Ordine Thalassocalycida
  - Ordine Lobata
  - Ordine Cestida
  - Ordine Platyctenida
  - Ordine Tjalfellida
- Classe Nuda (atentacolati)
  - Ordine Beroida

I Tentacolati rappresentano la quasi totalità delle specie; sono provvisti di due tentacoli e comprendono sia specie planctoniche che bentoniche. Nel Mediterraneo sono comuni la Pleurobrachia rileus, Hormiphora hormiphora (1 cm), Leuchotea multicornis (20 cm) e la Cestum veneris ("Cinto di Venere", sottile pochi cm e lunga oltre un metro).
Gli Atentacolati sono gli Ctenofori privi di tentacoli, tutti planctonici, con un corpo a sacco munito di una bocca capace di ingoiare piccoli pesci e altri Ctenofori. Comprendono il solo ordine Beroida che contiene solo la famiglia Beroidae, della quale fanno parte due specie del Mediterraneo lunghe 10-20 cm.